# 王繼昇 (閩)
王继昇，五代十国時期閩國奉国节度使兼中书令王延禀的次子。
闽长兴二年（931年），王延禀听说闽王王延钧有病，以王继昇为建州留后，带领长子建州刺史王继雄统率水军进袭福州。四月十五，王继雄被王仁达袭杀，王延禀大军溃散。四月十六，王延禀被擒，王延钧派使者到建州招抚他的党羽。王延禀的党羽杀死使者，保护着王继昇和他的弟弟王继伦投奔吴越国。